# Полупроводник
Полупроводниците са материали със специфична електропроводимост между тези на проводниците и изолаторите, приблизително в интервала между 103 S/cm и 10−8 S/cm. Излагането на различна температура, електрическо поле или различни честоти на светлината може да влияе на електропроводимостта на полупроводниците. От такива материали се правят активни елементи.
Активните елементи са в основата на съвременната електроника, широко използвани в радиоприемници, компютри, телефони и много други устройства. Сред полупроводниковите елементи са различни видове транзистори и диоди, слънчеви клетки, цифрови и аналогови интегрални схеми. За разлика от металните проводници, при които електрическият ток представлява поток от електрони, при полупроводниците той може да бъде също и поток от положително заредени „дупки“.
Повечето промишлено произвеждани елементи са изготвени от силиций, а други често използвани материали са германий, галиев арсенид, силициев карбид. Повечето полупроводникови материали са кристални, но съществуват и аморфни или течни полупроводници, като смесите на арсен, селен и телур, както и органични полупроводници. Общото за всички тези вещества са междинните стойности на специфичната електропроводимост и нейната бърза промяна в зависимост от температурата, както и възможността за отрицателно диференциално съпротивление.

## Общи свойства на полупроводниците
1. По своята електропроводимост (при стайна температура) чистите полупроводници заемат средно място между проводниците и диелектриците.
2. Прибавянето на нищожен процент примеси извънредно силно повишава проводимостта им.
3. Температурата особено силно влияе върху електрическото съпротивление на полупроводниците. За разлика от металите те имат отрицателен температурен коефициент на съпротивление.
4. Механизмът на електропроводимостта на полупроводниците се различава качествено от този на металите. При металите токоносители са само електроните, а при полупроводниците – електроните и електронните дупки.

## Принцип на протичане на ток през полупроводници
Електричните свойства на полупроводниците не могат да бъдат обяснени напълно със законите на класическата физика, а чрез квантовата механика и по специално – със зонната теория.
В атома електроните обикалят около ядрото по твърде сложни орбити. При движението им центробежната сила се уравновесява със силата на привличане между положителното ядро и отрицателните електрони. Намирайки се на дадена орбита, електроните притежават точно определена енергия. Енергията на електрона е неговата основна характеристика, която обуславя поведението му в твърдото тяло.
Едно от основните положения в квантовата механика е, че енергията на електрона е квантована, т.е. може да има само точно определени дискретни стойности. Възможните стойности, които може да взема енергията на електрона, се наричат енергийни нива. За да премине електронът от по-ниско енергийно ниво на по-високо, той трябва да получи енергия отвън. Така например, за да премине от първо енергийно ниво на второ, електронът трябва да получи енергия отвън, равна на разликата между енергиите на двете нива. Разликата между енергиите на най-високото и на най-ниското ниво от една зона се нарича широчина на зоната, която се измерва с единица eV (електронволт).
Между енергийните зони има интервали, които не могат да се заемат от електроните на даден елемент и се наричат забранени зони.
В полупроводниковата техника интерес представляват само двете най-горни енергийни зони – валентната зона и зоната на проводимост и забранената зона между тях. Електроните във валентната зона имат сравнително малка енергия, която не им позволява да се откъснат от атома. Необходима е енергия, която е по-голяма от широчината на забранената зона, за да се откъснат и преминат в зоната на проводимост. Тоест, ако повишим температурата на тялото, ще повишим и енергията му. Така, някои електрони от валентната зона ще отидат в зоната на проводимостта – т.е. те се превръщат в свободни електрони, които определят електричната проводимост на веществото. Затова електропроводимостта на полупроводниците расте с температурата.
Твърдите тела се разделят на проводници, полупроводници и диелектрици въз основа на широчината на забранената зона. Колкото широчината на забранената зона е по-голяма, толкова по-трудно валентните електрони се откъсват от атомите и се превръщат в свободни електрони.

## Проводимост

### Собствена проводимост на полупроводниците
Чистият полупроводник, в който няма примеси, се нарича собствен полупроводник, а проводимостта му – собствена. Това означава също, че броят на свободните електрони, породени при топлинното движение, е равен на броя на дупките ni = pi.
Понеже електропроводимостта зависи от концентрацията на свободни токови носители, определянето на собствената концентрация е от голямо значение. От самия механизъм на възникване на електрони и дупки следва, че с увеличаване на температурата ще расте собствената концентрация.

### Примесна проводимост
Собствената проводимост на полупроводниците се увеличава чрез легиране с тривалентни или петвалентни атоми, които нарушават решетъчния строеж на кристала и в резултат се появяват свободни носители на заряд - съответно електрони или дупки, с което чувствително се повишава проводимостта. В зависимост от валентността на примесите, с които става легирането, се различават електронна (или n-проводимост) и дупчеста (p-проводимост).

#### Дупчеста проводимост
p-проводимост се получава чрез въвеждане (легиране или още дотиране) на тривалентни примеси (акцептори) – в кристалната решетка се образуват „дупки“. Когато в един полупроводников кристал (типично от силиций (Si) или германий (Ge), които са от IV група) част от атомите в решетката са заменени от атоми от III група (предимно индий (In), бор (В), галий (Ga), алуминий (Al)), на тези места се образуват три ковалентни връзки между електроните на елемента от 3-та група и атомите около него. Остава един атом от полупроводниковия кристал, който не образува ковалентна връзка, а остава свободен. За да се образува ковалентна връзка трябва един електрон от друго място да запълни „дупката“. Този електрон може да се е откъснал от полупроводников атом, което довежда до ново „незаето“ място. Така започва един процес на запълване и отваряне на нови „дупки“. Този процес се нарича дупчеста проводимост.

#### Електронна проводимост
n-проводимост се получава чрез въвеждане на петвалентни примеси (донори) – в кристала се получават свободни електрони. Антимон (Sb), арсен (As), фосфор (Р) се използват като петвалентни донори.
Въпреки дотирането, полупроводниците остават електронеутрални.

## p-n преход
Ако в един и същ полупроводников кристал се създадат две съседни области с различен тип проводимост: в едната дупчеста, а в другата електронна, се получава бариера, наречена p-n преход. Той представлява гранична зона на рекомбинация и следователно с по-малка проводимост между областта с n- проводимост и областта с p- проводимост. Ако към p-n прехода се приложи постоянно напрежение, като отрицателният електрод контактува с p- зоната, а положителният – с n- зоната, ще се изтеглят още заредени частици и запиращия слой ще се разшири и съпротивлението ще нарасне. При прилагане на напрежение с обратен поляритет, заредените частици ще проникнат в запиращия слой и така p-n прехода ще се обогати с токоносители, а съпротивлението ще намалее.

## Значение
Откриването на полупроводниците и свойствата на pn-прехода са важен успех за квантовата теория, тъй като това позволява миниатюаризация на електронните устройства и увеличаване на техните възможности, което е в основите на съвременната електроника.

## История
Още през 1833 година Майкъл Фарадей забелязва, че при някои материали, за разлика от повечето метали, електропроводимостта нараства с увеличение на температурата, а малко по-късно Антоан Бекерел наблюдава фотоелектричния ефект. През 1878 година Едуин Хол открива ефекта на хол, потенциална разлика в проводник, дължаща се на магнитно поле.